# Жан Петі
Жан Петі́ (фр. Jean Petit; 25 вересня 1949, Тулуза — 23 січня 2024) — французький футболіст, що грав на позиції півзахисника. По завершенні ігрової кар'єри — тренер. Протягом усієї ігрової і тренерської кар'єри працював в одному клубі — «Монако». Був гравцем національної збірної Франції.

## Клубна кар'єра
Народився 25 вересня 1949 року в Тулузі. Вихованець юнацьких команд футбольних клубів «Тулуза» та «Лушон».
У дорослому футболі дебютував 1969 року виступами за команду клубу «Монако», кольори якої і захищав протягом усієї своєї кар'єри гравця, що тривала чотирнадцять років. Більшість часу, проведеного у складі «Монако», був основним гравцем команди.

## Виступи за збірну
1977 року дебютував в офіційних матчах у складі національної збірної Франції. Протягом кар'єри у національній команді, яка тривала 4 роки, провів у формі головної команди країни 12 матчів, забивши 1 гол.
У складі збірної був учасником чемпіонату світу 1978 року в Аргентині.

## Кар'єра тренера
Розпочав тренерську кар'єру, повернувшись до футболу після нетривалої перерви, 1987 року, увійшовши до тренерського штабу того ж «Монако», в якому безперервно працював до 2005 року.
Протягом 1994 та 2005 років деякий час очолював команду клубу. З 2011 року знову входить до тренерського штабу «Монако».

## Титули і досягнення
- Володар Кубка Франції (1):

«Монако»: 1979–1980
- Чемпіон Франції (2):

«Монако»: 1977–1978, 1981–1982
Особисті
- Французький футболіст року (1):

1978